# 캘거리 타워
캘거리 타워(Calgary Tower)는 1968년에 캐나다 앨버타주 캘거리에 세워진 탑이다.
캐나다 건국 100주년과 관련하여 건립되었다.